# Starrer Gang

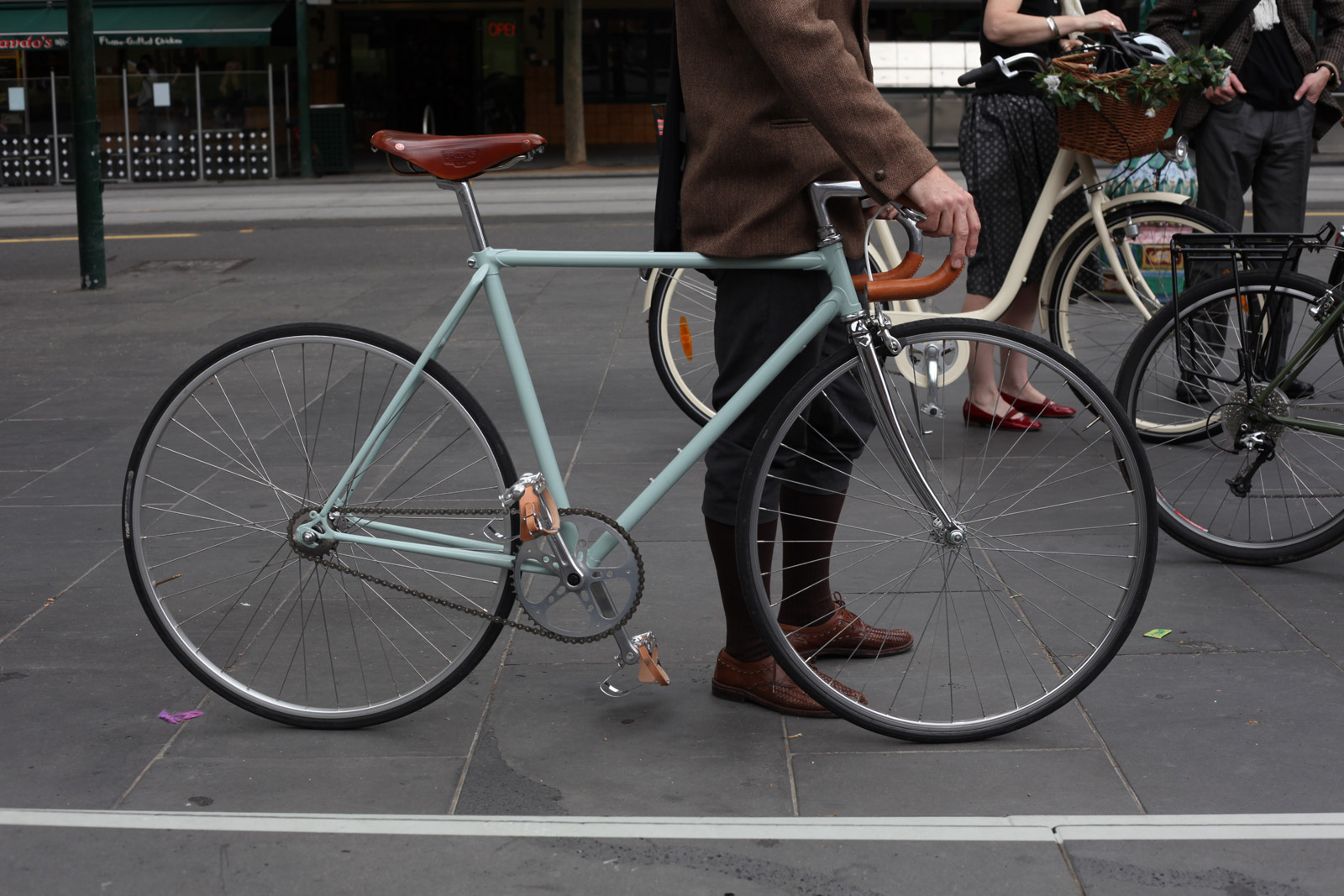
Fahrrad mit starrem Gang.

Starrer Gang (auch Starrlauf, engl. fixed gear) bezeichnet den Antrieb von Fahrrädern ohne Freilauf. Fahrräder mit starrem Gang wurden früher auch als Ewigtreter bezeichnet, in jüngerer Zeit wurde der Begriff Fixie gebräuchlich.  Meist verfügen Fahrräder mit starrem Gang über keine Gangschaltung, dies ist aber nicht die definierende Eigenschaft.
Die in den 1860er Jahren erstmals angebotenen Tretkurbelfahrräder besaßen keinen Freilauf. Ab 1900 setzte sich der Freilauf rasch gegen den starren Antrieb durch.
Im Radsport werden Fahrräder ohne Freilauf heute noch im Bahn- und Hallenradsport verwendet. Straßenradrennfahrer setzen Räder mit starrem Gang traditionell zum Wintertraining ein.
Ab den 1980er Jahren begannen Fahrradkuriere in New York, Bahnfahrräder auf der Straße zu verwenden. Bilder und Videofilme des besonderen Fahrstils mit diesen Rädern verbreiteten sich weltweit und das Fahren mit den als „Fixies“ bezeichneten Rädern fand einen begrenzten Kreis von Anhängern, die seine speziellen Eigenheiten als Herausforderung betrachten.

## Fahrradtechnik

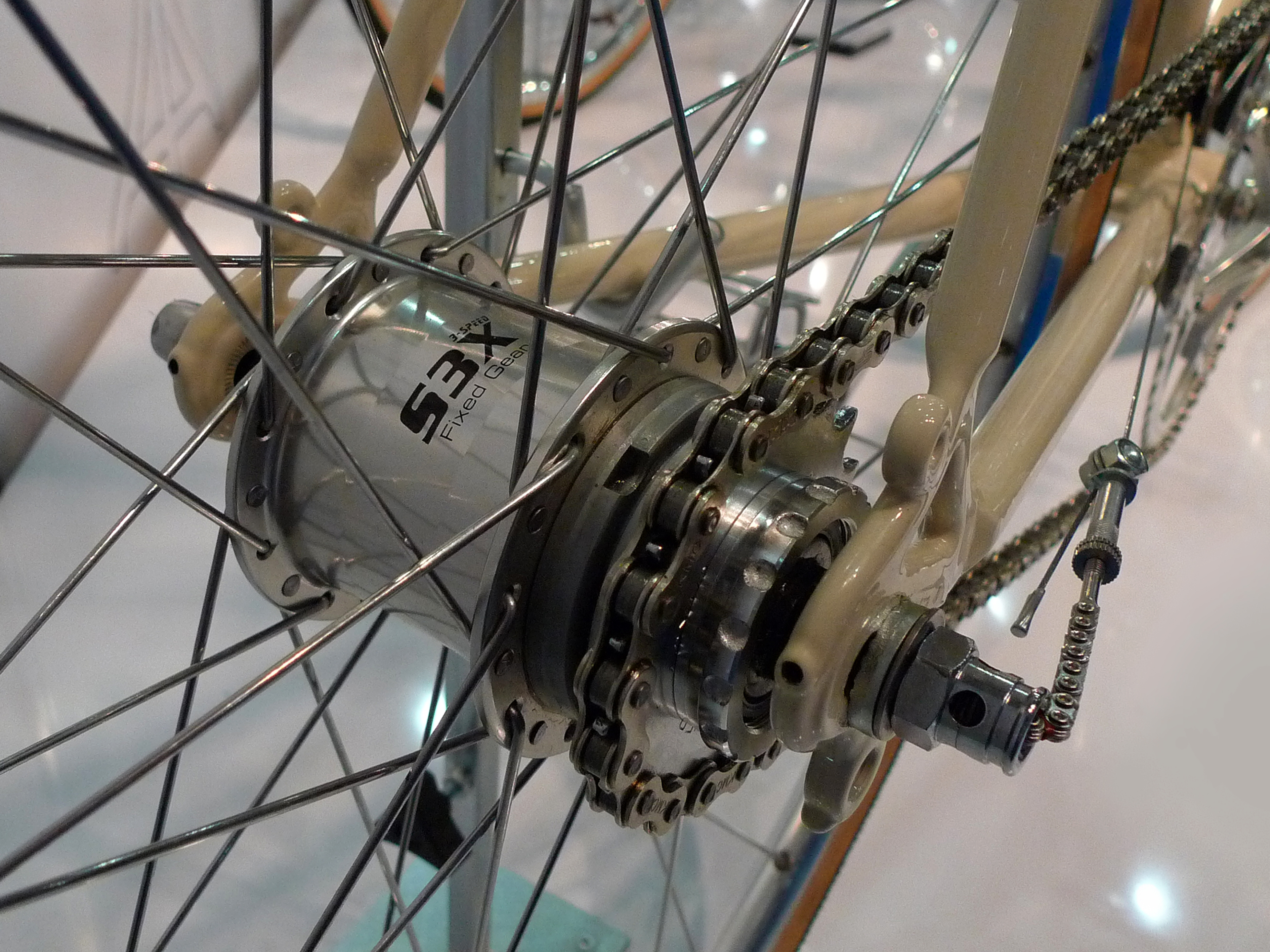
Nabenschaltung mit starrem Gang

Fahrräder mit starrem Antrieb werden üblicherweise als Eingangrad ohne Gangschaltung eingesetzt. Eine Kettenschaltung ist wegen des dafür nötigen federnden Kettenspanners nicht praktikabel. Auch Nabenschaltungen haben üblicherweise einen integrierten Freilauf, häufig in Verbindung mit einer Rücktrittbremse.
Speziell für Fahrräder mit starrem Antrieb wird die Nabenschaltung SunRace bzw. Sturmey-Archer S3X angeboten. In den 1950er Jahren war die 3-Gang-Nabenschaltung ASC ohne Freilauf erhältlich.
Als Sonderkonstruktion wurden auch Schaltgetriebe ohne Freilauf im Innenlager von Fahrrädern integriert.

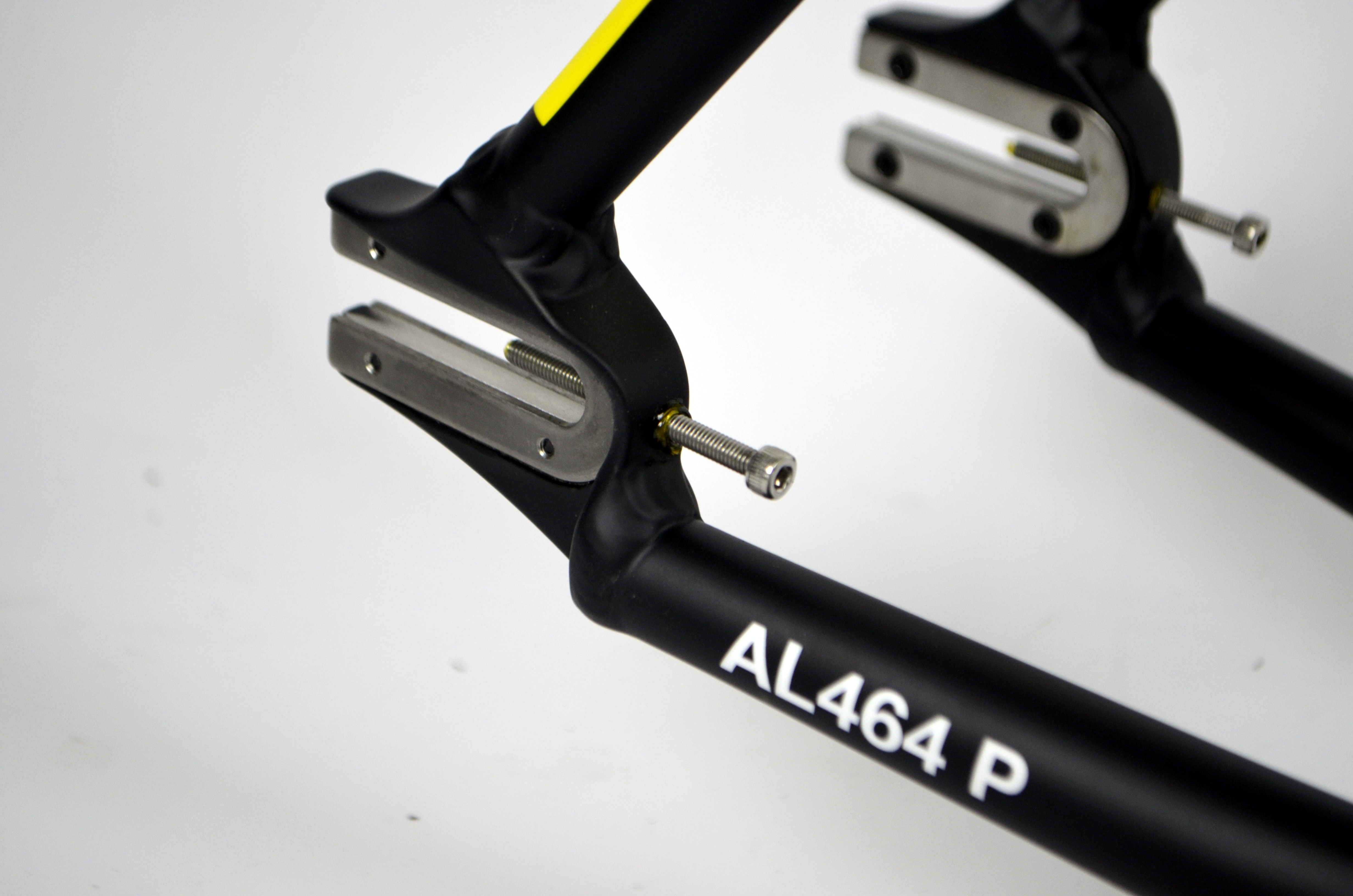
Ausfallenden an einem Bahnrad. Durch die Schrauben kann die Achse verschoben werden um die Kette zu spannen.

Die Verwendung eines federnden Kettenspanners führt bei einem Fahrrad ohne Freilauf zum Durchhängen der Kette im oberen Lauf, wenn der Fahrer aufhört zu treten. Die Kette kann sich dann zwischen Reifen und Kettenstrebe verklemmen oder abspringen.
Ohne Kettenspanner muss die Kettenspannung entweder durch das Verschieben des Hinterrads in einem waagerechten oder schrägen Ausfallende oder mittels eines exzentrisch gelagerten Innenlagers (wie es bei Tandems üblich ist) eingestellt werden. Moderne Fahrradrahmen zur Verwendung mit Kettenschaltung verfügen heute meist über senkrechte Ausfallenden und sind daher für einen starren Antrieb nicht ohne besondere Vorrichtungen zur Einstellung der Kettenspannung geeignet.
Falls das Fahrrad nicht über zwei Handbremsen verfügt, ist die korrekte Einstellung der Kettenspannung sicherheitsrelevant. Wenn die Kette abspringt, ist es nicht mehr möglich, das Fahrrad über die Pedalen abzubremsen.
Die meisten Kettenblätter laufen nicht genau rund, wodurch es manchmal nicht möglich ist, die Kettenspannung straff genug einzustellen. 
Entweder die Kette hängt bei einer bestimmten Stellung des Kettenblatts durch oder sie verspannt sich bei einer anderen Stellung.
Sofern das Kettenblatt nicht fest vernietet ist, können die Befestigungsbolzen des Kettenblatts etwas gelöst werden, um anschließend zu versuchen, das Kettenblatt durch leichte Schläge auf die am Kettenblatt anliegende Kette um einige Zehntel-Millimeter zu verschieben und dadurch zu zentrieren.

## Bremsen
Ein Fahrrad mit starrem Gang kann über die Antriebskurbeln abgebremst werden. Falls keine Bremsen verbaut sind, ist dies die einzige Möglichkeit zum Verzögern des Rads. Dazu gibt es spezielle Techniken:
- „Skid“-Manöver: Zusammen mit  Gegenbewegung der Beine auf die Pedale wird eine Gewichtsverlagerung nach vorn mit dem kurzen, leichten Anheben des Hinterrades eingesetzt. Dieses wird so zum Blockieren gebracht, wobei das Fahrrad leicht schräg zur Fahrtrichtung gestellt werden kann und mit blockiertem Hinterrad bremsend weiterhin lenkbar bleibt.
- „Hop Stop“: Auch hier erfolgt eine Gewichtsverlagerung nach vorn zusammen mit einer Gegenbewegung über die Pedale, wobei das Hinterrad aber nicht vollständig blockiert, sondern wiederholt, bis zur gewünschten Bremsverzögerung, aufgesetzt wird.

Beide Techniken erfordern Übung, Körperbeherrschung und eine vorausschauendere Fahrweise gegenüber einem Fahrrad mit regulären Bremsen an beiden Rädern.

## Geschichte

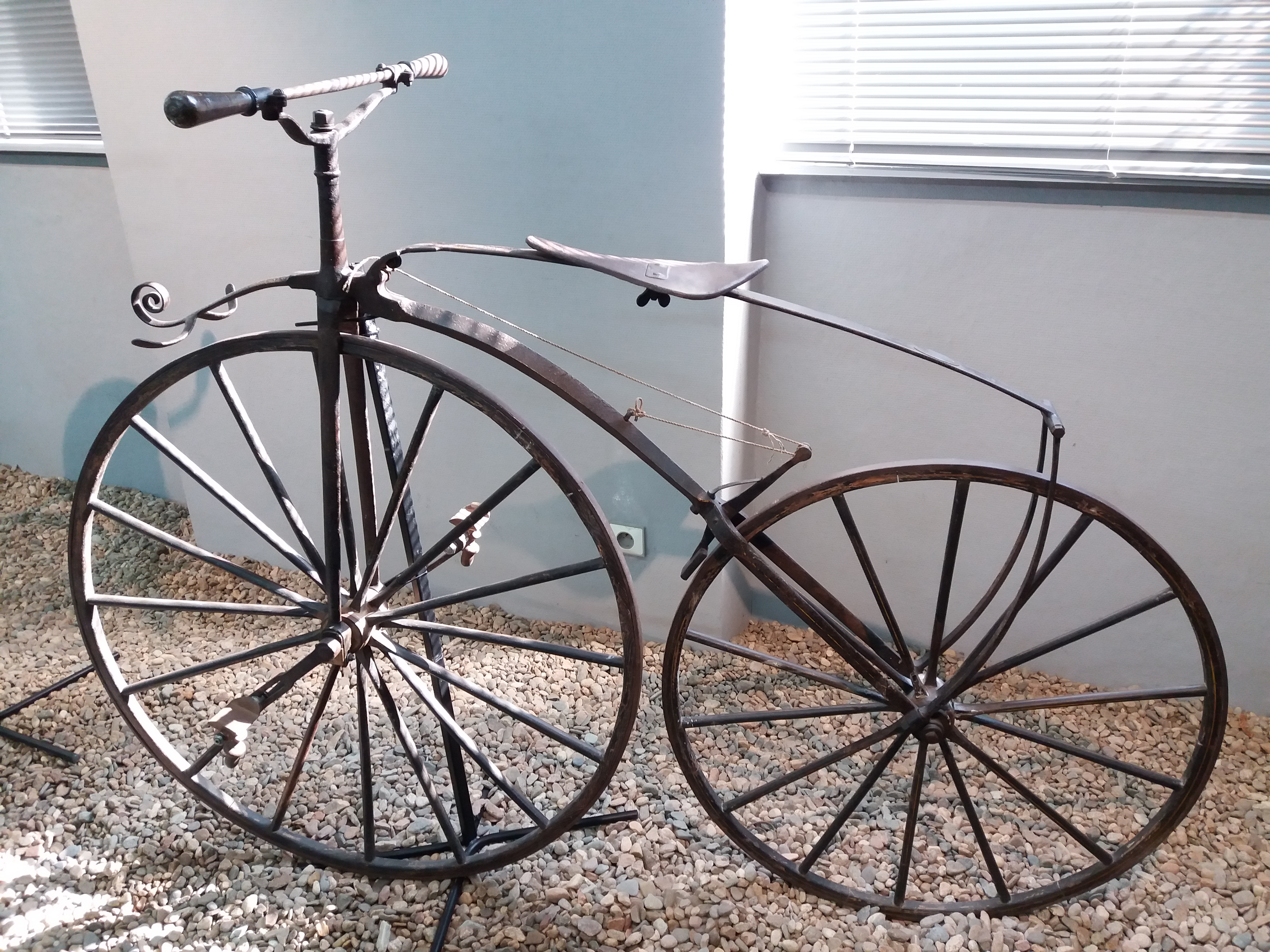
Michauline aus dem Jahr 1869. Vor dem Lenker sind die Fußrasten zu erkennen.

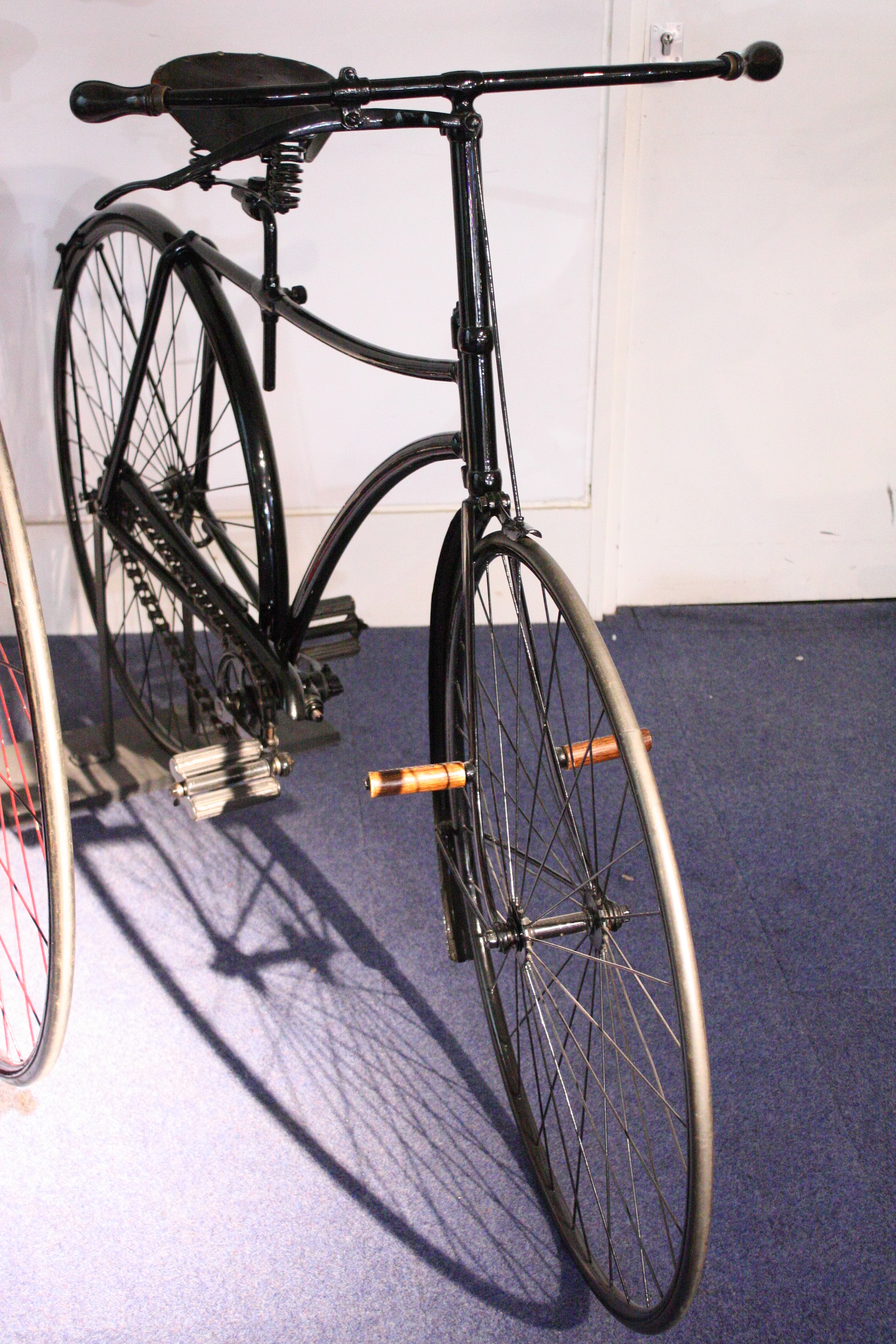
Frühes Sicherheitsniederrad (1886) mit starrem Gang. Auch bei diesem Fahrrad wurden Fußrasten angebracht.

Bei den in den 1860er Jahren entwickelten ersten Tretkurbelrädern, den Michaulinen und den daraus weiter entwickelten Hochrädern waren die Antriebskurbeln fast ausnahmslos starr direkt mit dem Vorderrad verbunden. Auch zahlreiche andere vor 1900 verwendete Fahrradkonstruktionen hatten meist keinen Freilauf. Obwohl bereits 1869 der Freilauf für Fahrräder zum Patent angemeldet wurde konnte sich dieser anfangs noch nicht durchsetzen. Um das Bergabfahren mit Fahrrädern ohne Freilauf zu erleichtern wurden schon Michaulinen mit Fußrasten ausgestattet. Die 1898 erfundene Rücktrittbremse hatte wesentlichen Anteil daran, dass sich der Freilauf um 1900 in kurzer Zeit durchgesetzt hat. Lediglich bei Kunst- und Bahnrädern blieb der starre Gang in Verwendung.
Bis in die 1950er Jahre waren Hinterradnaben, die auf einer Seite einen starr montierten Zahnkranz und auf der anderen Seite einen mit Freilauf hatten gebräuchlich. Durch Wenden des Hinterrads konnte das Fahrrad von Freilauf auf starren Gang umgestellt werden.
Die Rückkehr von Fahrrädern mit starrem Gang im Straßenverkehr begann damit, dass einige Fahrradkuriere in amerikanischen Großstädten seit Anfang der 1980er Jahre ausgediente Bahnrennräder verwendeten. Diese führten Alleycat-Rennen auf der Straße durch, die ab 2000 in organisierten Veranstaltungen der Öffentlichkeit bekannt wurden. Ab der zweiten Hälfte der 2000er reagierten Hersteller auf die sich international ausbreitende Fixie-Subkultur und produzieren Straßenräder mit starrem Gang.

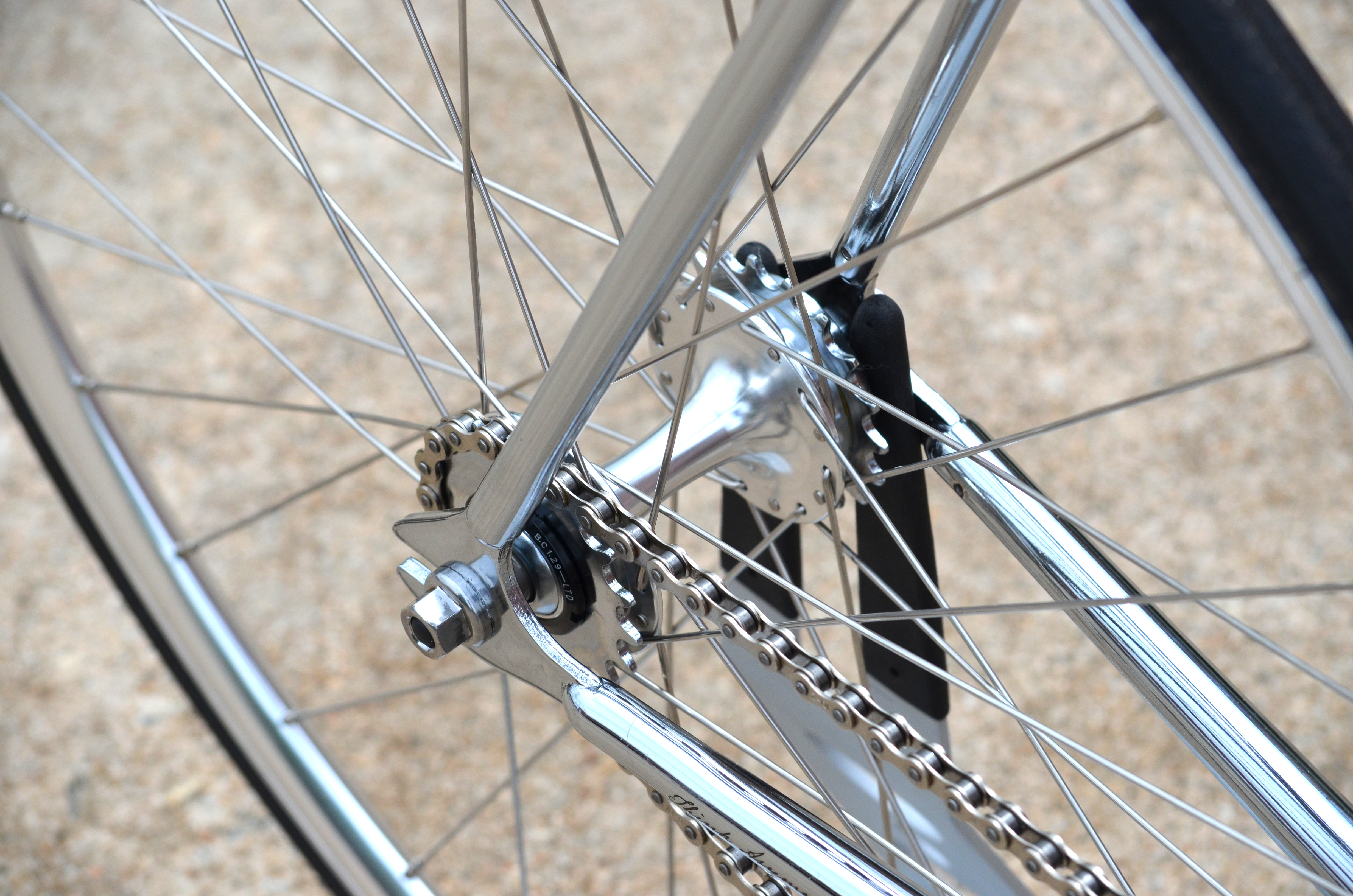
Moderne Flip-Flop-Nabe

Die bereits aus der 1. Hälfte des 20. Jahrhunderts bekannten Flip-Flop-Naben, die durch Wenden des Hinterrads von Freilauf auf Fixie umgestellt werden können werden wieder produziert. Alternativ kann an der speziellen Nabe „SRAM Torpedo-Singlespeed“ die Umschaltung zwischen Freilauf und starrem Gang mittels eines Schraubendrehers vorgenommen werden. Ein Umschalten während des Fahrens ist aus Sicherheitsgründen nicht vorgesehen.

## Rechtliches

### Deutschland
In Deutschland ist strittig, ob der starre Gang selbst als Fahrradbremse gilt.
Nach der deutschen Straßenverkehrs-Zulassungs-Ordnung müssen Fahrräder über zwei unabhängige Bremseinrichtungen verfügen.

### Österreich
Im November 2017 wurde vom österreichischen Verwaltungsgerichtshof entschieden, dass der starre Gang nicht als Bremseinrichtung anzusehen ist. Daher entspricht ein Fahrrad, das neben dem starren Gang nur über eine eigenständige Vorderradbremse verfügt, nicht den Anforderungen der österreichischen Fahrradverordnung.

## Vor- und Nachteile

### Vorteile
- Das Fahrrad kann über das Antriebssystem nicht nur beschleunigt, sondern auch verzögert werden.
- Im Gegensatz zu Fahrrädern mit Rücktrittbremse setzt die Bremswirkung spielfrei ein, was die, besonders beim Einrad fahren oder im Kunstradsport erforderliche Kontrolle über das Fahrrad verbessert.
- Rückwärtsfahren ist möglich.
- Ausbalancieren im Stand ist einfacher als bei Fahrrädern mit Freilauf.
- Geringere Anzahl an Bauteilen. Im Bahnradsport und anderen Bereichen, in denen keine starken Bremsen erforderlich sind, können neben dem Freilauf auch die Bremsbauteile entfallen.

### Nachteile
- Der Fahrer muss während der Fahrt immer mit treten (außer er nimmt die Füße von den Pedalen, was jedoch die Stabilität verschlechtert).
- Beim Bergabfahren mit den Füßen auf den Pedalen ist die maximale Geschwindigkeit durch die Tretfrequenz eingeschränkt.
- In Kurven kann nicht das innenseitige Pedal angehoben und in dieser Position gehalten werden. Dadurch ist die Schräglage in Kurven eingeschränkt. Beim Aufsitzen eines Pedals in einer Kurve besteht ein hohes Sturzrisiko.
- Beim Überfahren von Hindernissen kann nicht eine günstige Pedalstellung eingenommen werden.
- Gangschaltungen sind nur eingeschränkt möglich.
- Erhöhte Unfall- und Verletzungsgefahr wenn sich ein Kleidungsstück in der Kette verfängt oder ein Defekt im Antriebssystem auftritt.

## Sicherheit bei Wartungsarbeiten
Beim leer Durchdrehen des Antriebs wirkt das Hinterrad als Schwungmasse und treibt dabei Kette und Getriebe auch gegen große Widerstände weiter an. Deshalb muss bei Wartungsarbeiten wie zum Beispiel beim Reinigen und Schmieren der Kette besonders darauf geachtet werden, dass man nicht mit einem Finger etc. zwischen Kette und Zahnkranz kommt.